# Trichocneorane linteata
Trichocneorane linteata es una especie de insecto coleóptero de la familia Chrysomelidae.
Fue descrita científicamente en 1778 por Degeer.